# Distretto di Sárvár
Il distretto di Sárvár (in ungherese Sárvári járás) è un distretto dell'Ungheria, situato nella provincia di Vas.